# Renaud
Renaud Séchan (Paris, 11 de maio de 1952) é um cantautor e ator francês.
Com 23 álbuns e quase 20 milhões de cópias vendidas, Renaud é um dos cantores francófonos mais populares. Ele usa suas músicas para criticar a sociedade.

## Biografia
Nasceu no 14º arrondissement de Paris em 1952, e desde jovem comprometeu-se na esquerda radical e anárquica. Escreveu sua primeira canção em 1968, enquanto participava da ocupação da Sorbonne para o Comité Révolutionnaire d’Agitation Culturelle.
Seu primeiro LP é de 1975 pela Polydor, mas foi muito criticado como subversivo e recusado por muitas rádios.
Na década de 80, lança também livros e é ator de alguns filmes, como por exemplo na película Germinal de Claude Berri, do romance de Émile Zola, junto com Gérard Depardieu e Miou-Miou.
Em 1988 lança a peça Putain de camion (caminhão de merda) dedicado ao grande amigo Coluche, falecido em um acidente em 1986.
Na década de 90, passou por um momento difícil da vida com uma crise pessoal e artística  de sete anos que o fez cair no alcoolismo. Saiu da crise em 2002 com o álbum Boucan d'enfer que vendeu mais de um milhão de cópias.

## LP
- 1975: Amoureuxx de Paname
- 1977: Laisse béton
- 1979: Ma gonzesse
- 1980: Marche à l'ombre
- 1981: Le Retour de Gérard Lambert
- 1983: Morgane de toi
- 1985: Mistral gagnant
- 1988: Putain de camion
- 1991: Marchand de cailloux
- 1993: Renaud cante el' Nord
- 1994: À la belle de Mai
- 1995: Les Introuvables
- 1996: Renaud chante Brassens (cantado por Georges Brassens)
- 2002: Boucan d'enfer
- 2006: Rouge Sang
- 2009: Molly Malone
- 2016: Renaud
- 2019: Les Mômes et les enfants d'abord!

## Filmografia
- Elle voit des nains partout! - (1981) - Tarzan
- Germinal - (1993) - Étienne Lantier
- Wanted (2003) - Zéro

## Livros sobre Renaud
Dos inúmeros livros sobre Reaud, estão hoje em dia disponíveis.
- Pierre Tesquet, Portrait de Renaud, 1982;
- Régis Lefèvre, Renaud, Dès que le vent soufflera, Robert Favre, 1985;
- Catherine Paris, Hyperstar Renaud: de la zone au Zénith, Édition Tout sur, 1986;
- Thierry Séchan, Le Roman de Renaud, Éditions Seghers, 1988, ISBN 978-2-232-10080-2;
- Sébastien Inion, Sur le chemin de Renaud, 1995;
- Thierry Séchan, Renaud le livre, 1999;
- Thierry Séchan, Renaud, Éditions Seghers, 2002, ISBN 978-2-232-12219-4;
- Laurent Berthet, Renaud le Spartacus de la chanson française, Éditeur Christian Bertot, 2002 ISBN 978-2-86808-180-3;
- Titouan Lamazou, Renaud, vu par Titouan Lamazou, Gallimard, 2002, ISBN 978-2-7424-1146-7;
- Thierry Séchan, Renaud, sa vie et ses chansons, Éditions Seghers, 2002;
- Méziane Hammadi, Renaud, de A à Z, Groupe Express Éditions, Les Guides MusicBook, 2003, ISBN 978-2-84343-176-0;
- Régis Lefèvre, Renaud, deux vie retour gagnant, Éditions Favre, 2003, ISBN 978-2-8289-0718-1;
- Nicolas Traparic, Renaud au pays des Gavroches, Ste Écrivains Associes, 2003, ISBN 978-2-7480-1184-5;
- Thierry Séchan, Renaud bouquin d'enfer, 2003, Éditions du Rocher, ISBN 978-2-268-03871-1;
- Jean-Louis Crimon, Renaud, J'ai lu, Librio musique, 2004, ISBN 978-2-290-33748-6;
- Fabien Lecœuvre, Renaud, Vade Retro, 2004, ISBN 978-2-84763-018-3;
- Méziane Hammadi, Renard doux, Renaud féroce, Groupe Express Éditions, 2005, ISBN 978-2-84343-303-0;
- Delphine Gaston, L'Intégrale Renaud: Tout Renaud de A à Z, City Éditions, 2006, ISBN 978-2-915320-80-0 (Renaud indicou muitos erros neste livro[4]);
- Sam Bernett, Renaud: J'ai pas dit mon dernier mot, Albin Michel, 2006, ISBN 978-2-226-15215-2;
- Méziane Hammadi, Parlez-vous le Renaud, Éditions Le Bord de l'eau, 2006, ISBN 978-2-915651-52-2;
- Thierry Séchan, préface de David Séchan, Le Roman de Renaud, 2006, ISBN 978-2-268-05715-6;
- Thierry Séchan et Jean-Louis Crimon, Renaud raconté par sa tribu, L'Archipel, ISBN 978-2-84187-801-7;
- Baptiste Vignol, Tatatssin, parole de Renaud, Tournon, 2006;
- Régis Chevandier, Renaud : foulard rouge, blouson de cuir, etc., préface de Pascal Ory, Paris, L'Harmattan, 2007, ISBN 978-2-296-02481-6;
- Olivier Bovenisty, préface de Renaud, Renaud, l'argus énervant, Éditions Didier Carpentier, 2007, ISBN 978-2-84167-489-3;
- Marc Large et Nicolas Traparic, prefácio de Muriel Huster e Christian Laborde, Renaud des Gavroches, Éditions La Lauze, 2009, ISBN 978-2-35249-036-4[5]
- Joanin Emmanuelle, Renaud, ma mère et moi (romance), 2010, ISBN 978-2-304-02152-3
- Alain Wodrascka, Renaud, et s'il n'en reste qu'un, 2011, ISBN 978-2755608649
- Claude Fléoutier (préface de Thierry Séchan), Renaud, Putain de vie, 2012, ISBN 978-2354253929
- Várias teses de formaduras universitárias.[6]